# Taman Sari (West-Jakarta)
Taman Sari is een onderdistrict (kecamatan) van Jakarta Barat in het westen van Jakarta, Indonesië.
Het oude centrum (Kota Tua Jakarta) is gelegen in dit onderdistrict. Net zoals, Glodok, de grootste chinatown in Jakarta.

## Verdere onderverdeling
Het onderdistrict Taman Sari is verdeeld in 8 kelurahan:
1. Pinangsia - postcode 11110
2. Glodok - postcode 11120
3. Keagungan - postcode 11130
4. Krukut - postcode 11140
5. Taman Sari - postcode 11150
6. Maphar - postcode 11160
7. Tangki - postcode 11170
8. Mangga Besar - postcode 11180

## Bezienswaardigheden
- Bank Indonesia Museum
- Museum Bank Mandiri
- Café Batavia
- Museum voor Schone Kunsten en Keramiek
- Fatahillah museum
- Station Jakarta Kota
- Huis Reinier de Klerk
- Sion kerk
- Wayang museum